# 安賢園中國
安賢園中國控股有限公司，簡稱安賢園中國，以及安賢園中國控股（英語：Anxian Yuan China Holdings Limited，港交所：0922），在2010年3月22日，由金科數碼國際控股有限公司更名而來，前身為「中福控股發展有限公司」。

## 历史
現時在中國內地經營墓園行業，而主要資產為「安賢園」（浙江杭州），以及「上海金山墓園」，主席及行政總裁為施華。總部位於香港銅鑼灣禮頓道77號禮頓中心2118室。

## 連結
- Anxianyuanchina.com/ （页面存档备份，存于）